# Dropmire

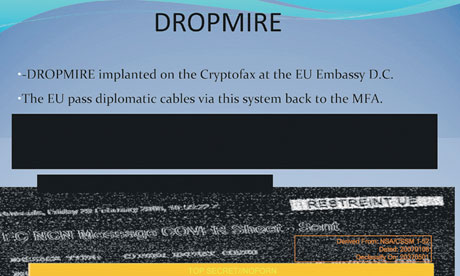
vigilância de embaixadas estrangeiras e pessoal diplomático

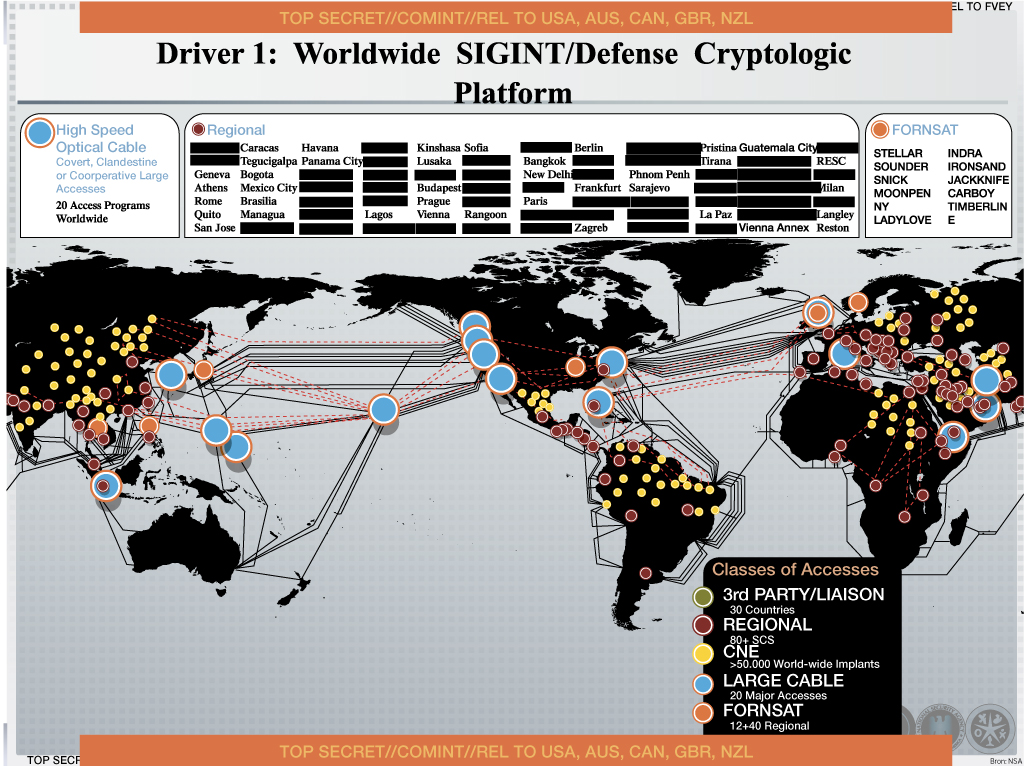
Servidores da NSA espalhados pelos países

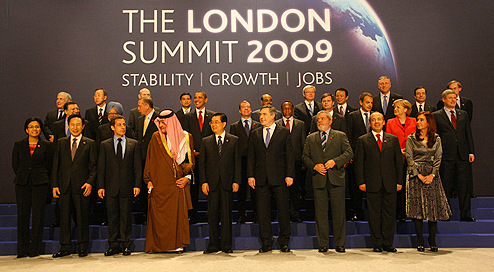
Espionagem no G2O - 2009

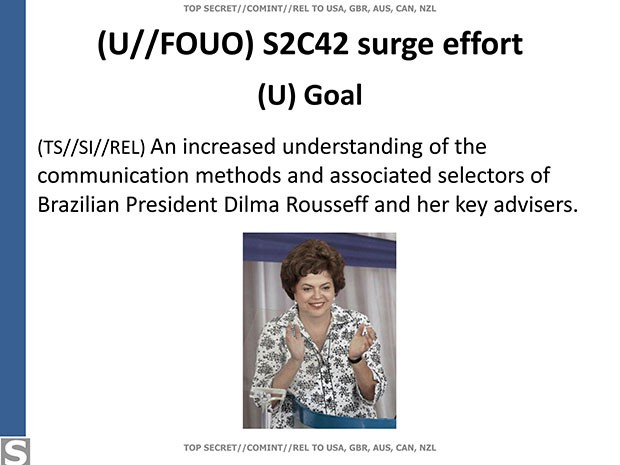
Espionagem de Chefes de Estado

Dropmire é um programa de vigilância secreta da Agência de Segurança Nacional para vigilância de embaixadas estrangeiras e pessoal diplomático.
A existência do programa foi revelada em junho de 2013 por Edward Snowden, publicada no jornal The Guardian. O relatório publicado revela que pelo menos 38 embaixadas estrangeiras estavam sob vigilância da NSA, algumas desde 2007.

## Espionagem de Chefes de Estado
No início de junho de 2013, antes das revelações de Edward Snowden, o The Guardian havia publicado que a NSA havia espionados os líderes participantes do Encontro dos G-20 de 2009 em Londres, mas não havia informação da existência de um programa de vigilância específico e sistemático para tal.
Já em 2010, o The Guardian havia revelado que Ban Ki-moon, chefe da ONU, havia sido espionado pela NSA. O programa de vigilância foi documentado em 2013, através dos documentos entregues aos jornais por Edward Snowden em 2013.
Desde 2004 havia publicações no Brasil denunciando a espionagem norte-americana, mas só após as revelações de Snowden que elas se tornaram conhecidas pela população em geral.